# Organisatie van Afrikaanse Eenheid
De Organisatie van Afrikaanse Eenheid (OAE) [Eng: Organisation of African Unity (OAU); Fr: Organisation de l'unité africaine] was een intergouvernementele organisatie, die werd opgericht op 25 mei 1963 en ontbonden op 9 juli 2002. De organisatie werd opgevolgd door de Afrikaanse Unie.
Het voorgestelde doel van de organisatie was het bevorderen van de eenheid en onderlinge solidariteit van de Afrikaanse landen. Ook moest de OAE dienen als een collectieve stem van het continent. Een derde doel was het uitroeien van het kolonialisme. Daartoe organiseerde de OAE 'Bevrijdingscomité' om bevrijdingsorganisaties te helpen.
Het hoofdkwartier van de OAE was gevestigd te Addis Abeba, Ethiopië, op uitnodiging van de toenmalige keizer van dat land, Haile Selassie I. Het Handvest van de Organisatie werd ondertekend door 32 onafhankelijke Afrikaanse staten. Op het moment van het uiteenvallen van de OAE bestond deze uit 53 van de 54 Afrikaanse landen. Marokko verliet de OAE op 12 november 1984, als reactie op de toelating van de Sahrawi Arabische Democratische Republiek (SADR) als lid van de OAE. De SADR claimt net als Marokko de Westelijke Sahara.
De oprichtingsdag van de OAE, 25 mei, is internationaal bekend als Africa Day (Dag van Afrika).